# Шатогей (містечко, Нью-Йорк)
Шатогей (англ. Chateaugay) — місто (англ. town) в США, в окрузі Франклін штату Нью-Йорк. Населення — 1743 особи (2020).

## Демографія
Згідно з переписом 2010 року, у місті мешкало 2155 осіб у 793 домогосподарствах у складі 542 родин. Було 967 помешкань
Расовий склад населення:
| - 92,0 % — білих - 5,7 % — чорних або афроамериканців - 0,6 % — корінних американців - 0,3 % — вихідців з тихоокеанських островів - 0,1 % — азіатів |

До двох чи більше рас належало 0,7 %. Частка іспаномовних становила 2,4 % від усіх жителів.
За віковим діапазоном населення розподілялося таким чином: 21,3 % — особи молодші 18 років, 64,1 % — особи у віці 18—64 років, 14,6 % — особи у віці 65 років та старші. Медіана віку мешканця становила 39,4 року. На 100 осіб жіночої статі у місті припадало 116,1 чоловіків;  на 100 жінок у віці від 18 років та старших — 124,5 чоловіків також старших 18 років.
Середній дохід на одне домашнє господарство  становив 53 698 доларів США (медіана — 44 063), а середній дохід на одну сім'ю — 70 158 доларів (медіана — 62 500). Медіана доходів становила 37 315 доларів для чоловіків та 37 308 доларів для жінок. За межею бідності перебувало 25,2 % осіб, у тому числі 43,7 % дітей у віці до 18 років та 9,6 % осіб у віці 65 років та старших.
Цивільне працевлаштоване населення становило 645 осіб. Основні галузі зайнятості: освіта, охорона здоров'я та соціальна допомога — 25,9 %, публічна адміністрація — 10,1 %, будівництво — 9,6 %, виробництво — 9,5 %.